# Let It Snow! Let It Snow! Let It Snow!
Let It Snow! Let It Snow! Let It Snow!,  è una canzone natalizia scritta dal paroliere Sammy Cahn e dal compositore Jule Styne nel 1945 e originariamente interpretata da Vaughn Monroe.
Il brano ottenne un notevole successo raggiungendo la prima posizione nella Billboard Hot 100 per cinque settimane ed è stata in seguito reinterpretata innumerevoli volte da diversi artisti, divenendo un vero e proprio classico natalizio del XX secolo.

## Cover
Tra le prime cover del brano, nel 1950, è stata quella di Frank Sinatra, seguita da quella di Bing Crosby nel 1956. Altra cover è stata realizzata nel 1963 da Smokey Robinson insieme con i The Miracles per l'album Christmas with The Miracles di questi ultimi, mentre l'anno successivo è stata registrata da Doris Day per il disco natalizio The Doris Day Christmas Album. Nel 1965 è stata invece ripresa da Andy Williams per il suo album Merry Christmas. Tra le cover più celebri è invece quella del 1966, ad opera di Dean Martin, che ebbe un buon successo di vendite tornando in classifica in Regno Unito in occasione del Natale del 2007.
Nel 1991 Helen Merrill registra una cover del brano per l'album Christmas Song Book (Victor, VICJ 91), pubblicato in Giappone e Stati Uniti d'America.
Il brano è stato ripreso da Jessica Simpson per il disco Rejoyce: The Christmas Album (2004) e l'anno successivo da Michael Bublé, che ha riportato il brano in auge in gran parte dell'Europa.
In occasione del Natale del 2006, il brano è stato inciso da Bette Midler insieme con Johnny Mathis, inserito nel disco di cover natalizie Cool Yule della Midler.
È stata inserita nell'album natalizio della cantante italiana Irene Grandi, Canzoni per Natale, pubblicato nel novembre 2008. Nel 2009, il gruppo canoro delle sorelle Marinetti ha inciso una versione di Let It Snow nell'album "Note di Natale" dando rilievo alle tonalità swing e jazz. Nel 2010 è stato ripresa anche da Kylie Minogue e nel 2012 da Rod Stewart nel suo album Merry Christmas, Baby.
Il pezzo è stato inciso nel 2013 da Mina per il disco Christmas Song Book della cantante cremonese.
Il brano è stato inciso nel 2016 da Laura Pausini per il suo disco Laura Xmas uscito in più di 60 paesi al mondo.
Il brano è stato inserito nell'album di Gwen Stefani You Make It Feel like Christmas del 2017.
Nel 2019, Liam Payne ha pubblicato una cover del brano.
Nel 2020, Gerardo Cilio ha inciso il brano per il singolo Merry Xmas, uscito in più di 30 paesi al mondo. 
Il brano è stato eseguito anche da CT-Bandland nel concerto natalizio in streaming nel 2020.

## Media
È stata inserita come brano finale nella colonna sonora del film Trappola di cristallo (Die Hard) diretto da John McTiernan nel 1988 con Bruce Willis come protagonista. È presente anche nella colonna sonora del sequel 58 minuti per morire (Die Harder) del 1990. Entrambi i film utilizzano la versione originale di Vaughn Monroe.
È stata inserita nella colonna sonora di Mamma, ho preso il morbillo.
È presente anche nel finale del film di Ficarra e Picone, Il primo Natale.
Il videoclip ufficiale della canzone, interpretata da Frank Sinatra,  è stato realizzato nel 2021 dal regista Stefano Bertelli, in animazione stop motion utilizzando solo cartoncini colorati, il video ha vinto un Webby Awards nel 2021 nella categoria Animazione.

## Classifiche
Versione di Dean Martin
| Classifica (2020-22) | Posizione massima |
| -------------------- | ----------------- |
| Australia            | 42                |
| Canada               | 12                |
| Italia               | 10                |
| Nuova Zelanda        | 17                |
| Regno Unito          | 20                |
| Stati Uniti          | 8                 |
| Svizzera             | 14                |

Versione di Frank Sinatra
| Classifica (2020-22) | Posizione massima |
| -------------------- | ----------------- |
| Australia            | 21                |
| Canada               | 35                |
| Italia               | 65                |
| Nuova Zelanda        | 16                |
| Regno Unito          | 33                |
| Svizzera             | 16                |